# Biston regalis
Biston regalis är en fjärilsart som beskrevs av Frederic Moore 1888. Biston regalis ingår i släktet Biston och familjen mätare, Geometridae. Två underarter finns listade i Catalogue of Life, Biston regalis comitata (Warren, 1899) och Biston regalis regalis (Moore, 1888).

## Bildgalleri

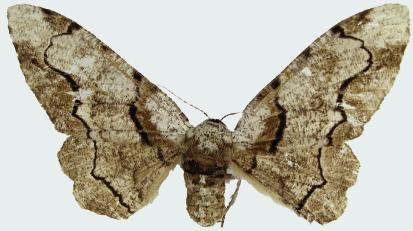
Preparerad (uppnålad) imago fjäril, hona.
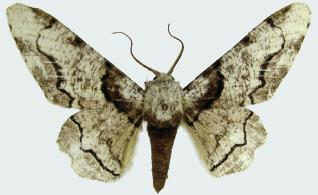
Preparerad (uppnålad) imago fjäril, hane.